# Angkor EV
Angkor EV (được đề cập trong các nguồn tin với nhiều tên gọi khác nhau bao gồm Angkor 333-1000, Angkor, Angkor EV 2011, Angkor EV 2013 và Angkor EV 2014) là một mẫu xe điện tự chế đầu tiên của Campuchia do công ty Heng Development phát triển.

## Lịch sử
Heng Development đã phát triển nhiều mẫu xe khác nhau dưới cái tên Angkor hoặc Angkor 333-1000, vốn là một sáng kiến riêng của Nhean Phaloek. Đó là những chiếc xe siêu nhỏ hai chỗ ngồi có mái che. Thông số kỹ thuật đáng tin cậy của những mẫu xe này, trong đó phiên bản thứ ba được cho là đã thu hút sự chú ý ngày càng tăng của giới truyền thông, lại chưa có sẵn để giới thiệu cho công chúng biết đến.
Ngay từ năm 2011, hãng đã cho công bố phiên bản sản xuất hàng loạt mẫu xe này. Vào đầu năm 2013, Heng Development đã trình làng một phiên bản sửa đổi gồm mô hình khung xe hoàn chỉnh. Đồng thời, các vấn đề kỹ thuật tồn nghi đã được Phaloek giải quyết ổn thỏa.
Đến giữa năm 2013, quá trình sản xuất vẫn chưa bắt đầu. Năm 2014, sau khi các nhà đầu tư cũ rút khỏi dự án, Heng Development đang cố tìm kiếm những nhà đầu tư mới.
Để tiến hành sản xuất, cần khoản đầu tư 100 million đô la Mỹ cho một nhà máy với khoảng 300 nhân viên. Tuy nhiên, việc sản xuất hàng loạt không thể xác minh sẽ được triển khai vào lúc nào tính đến tháng 1 năm 2019.

## Thông số kỹ thuật
Theo dữ liệu được nhà phát triển xe hơi Phalleok đưa ra vào năm 2014, chiếc xe sẽ đạt tốc độ 60 km/h và có tầm hoạt động lên tới 300 km. Thiết bị trong xe bao gồm GPS và hệ thống khởi động mà không cần dùng tới chìa khóa.
Mức giá khả thi là 10,000 đô la Mỹ theo lời hãng công bố.